# Fosse no 1 - 1 bis - 1 ter des mines de Béthune
La fosse no 1 - 1 bis - 1 ter de la Compagnie des mines de Béthune est un ancien charbonnage du Bassin minier du Nord-Pas-de-Calais, situé à Bully-les-Mines. Le puits no 1 est commencé en mars 1852 et, comme le niveau est facile à passer, la fosse commence à produire dès 1853. Elle devient rapidement très productive. Des corons sont bâtis pour y loger les mineurs. Le puits no 1 bis est commencé en 1889 à dix-sept mètres au nord du puits no 1 pour lui servir d'aérage. Un terril no 54, 1 de Béthune, est établi au sud-ouest des puits. Le puits no 1 ter est commencé en 1911 sur la partie ouest du carreau de fosse. La fosse est détruite lors de la Première Guerre mondiale. Après la reconstruction, le puits no 1 ter devient le puits principal, et est équipé d'un chevalement en béton armé unique dans le bassin minier. Des cités sont établies à proximité de la fosse, ainsi qu'une église et des écoles.
La Compagnie des mines de Béthune est nationalisée en 1946, et intègre le Groupe de Béthune. En 1961, la fosse est concentrée sur la fosse no 13 - 13 bis du Groupe de Béthune, et cesse d'extraire, le puits no 1 ter continue alors d'assurer le service et l'aérage jusqu'en 1971, date à laquelle les trois puits sont remblayés. Les installations sont également détruites à cette date, à l'exception du chevalement du puits no 1 ter qui l'est deux ans plus tard en 1973. Le terril est partiellement exploité.
Au début du XXIe siècle, Charbonnages de France matérialise les têtes des puits nos 1, 1 bis et 1 ter, et installe un exutoire de grisou sur le puits no 1 bis. Un sondage de décompression est entrepris à quelques décamètres au nord des puits nos 1 et 1 bis en 2005. Les cités ont été rénovées. Hormis quelques pans des murs d'enceinte, les seuls vestige de la fosse, reconvertie en zone d'activités, sont les bureaux et le logement du concierge.

## La fosse

### Fonçage
Le premier puits de la Compagnie est foncé à partir de mars 1852 à Bully-les-Mines au diamètre de quatre ou 5,75 mètres. Le puits est situé à l'altitude de 53,36 ou 58 mètres. Le niveau est passé sans grandes difficultés. Le cuvelage en chêne s'étend de quatorze à 86 mètres de profondeur. Le terrain houiller est atteint à la profondeur de 136 mètres, ou 138 mètres.

### Exploitation
La production commence à partir de l'année suivante, en 1853, où 7 000 tonnes de houille sont extraites. En 1854, la production est de 21 000 tonnes. En 1865, la machine d'extraction à deux cylindres oscillants est remplacée par une machine horizontale à deux cylindres horizontaux.
En 1869, il a été établi au fond de la fosse no 1, à 300 mètres du puits, une machine à vapeur avec sa chaudière, pour une exploitation par vallée. Les fumées, les produits de la combustion et la vapeur se rendaient par un conduit établi au milieu des remblais dans le goyau de la fosse pour remonter au jour. Dans la nuit du 18 novembre 1869, les gaz chauds ont mis le feu à des bois de soutènement et aux parties charbonneuses des remblais du conduit.
M. Deladerrière, directeur des travaux, prévenu aussitôt, a eu la mauvaise inspiration de faire fermer l'orifice du puits, en vue d'éteindre l'incendie. Les fumées se sont répandues dans les travaux où sont occupés un assez grand nombre d'ouvriers. En même temps, M. Deladerrière descend dans les travaux, pour faire remonter le personnel, et diriger le sauvetage. Mais lui-même est surpris par les émanations des fumées et trouve la mort par asphyxie en même temps que dix-huit ouvriers. Cet accident a donc causé donc la mort de dix-neuf personnes.

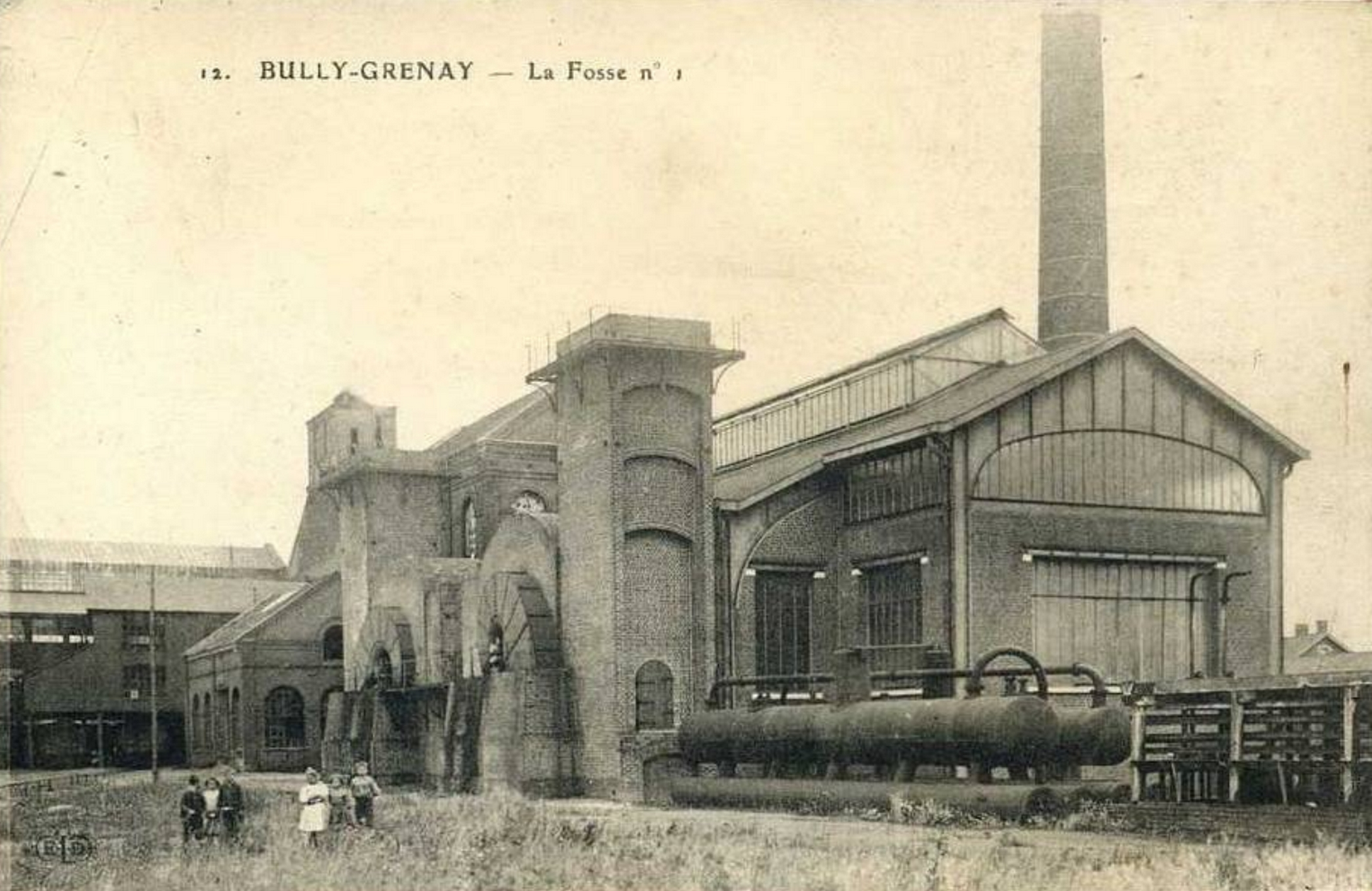
La fosse no 1 - 1 bis vers 1900.

La fosse est complètement rénovée en 1876. Une nouvelle machine d'extraction, de 450 chevaux est installée. En 1880, la fosse a produit 1 280 000 tonnes depuis son ouverture, le puits est à cette époque profond de 443 mètres.
Le puits no 1 bis est commencé en mai 1889 à dix-sept mètres au nord du puits no 1, pour lui servir de retour d'air. Il est d'un diamètre utile de 3,84 mètres et a été poussé à seulement 103 mètres de profondeur. À ce niveau, il est relié à une ligne de bures allant jusqu'à 570 mètres de profondeur. Les accrochages du puits no 1 sont, dans les années 1890, situés aux profondeurs de 185, 240, 285, 353, 420, 500 et 570 mètres, pour un puits profond de 583,25 mètres.
Le puits no 1 ter, d'un diamètre de 5,75 mètres, est commencé en 1911, à 82 mètres à l'ouest-nord-ouest du puits no 1. La fosse est détruite durant la Première Guerre mondiale.
La Compagnie des mines de Béthune est nationalisée en 1946, et intègre le Groupe de Béthune. Une bowette en direction de la fosse no 13 - 13 bis est creusée en 1957. L'année suivante, le puits no 1 ter est doté de cages en aluminium. En 1959, un bure est établi entre deux étages d’exploitation afin que la fosse no 1 - 1 bis - 1 ter puisse remonter la production de la fosse no 2, sise à 1 985 mètres au nord-ouest.
En 1961, la fosse est concentrée sur la fosse no 13 - 13 bis du Groupe de Béthune, sise à 3 675 mètres à l'ouest à Sains-en-Gohelle, et cesse alors d'extraire. Le puits no 1 ter, le plus récent, continue alors d'assurer le service et l'aérage. Les puits nos 1, 1 bis et 1 ter, respectivement profonds de 583, 430 et 587 mètres, sont remblayés en 1971. Les chevalements des puits nos 1 et 1 bis sont détruits la même année, celui du no 1 ter, unique dans le bassin minier de par son architecture, est démoli en 1973.

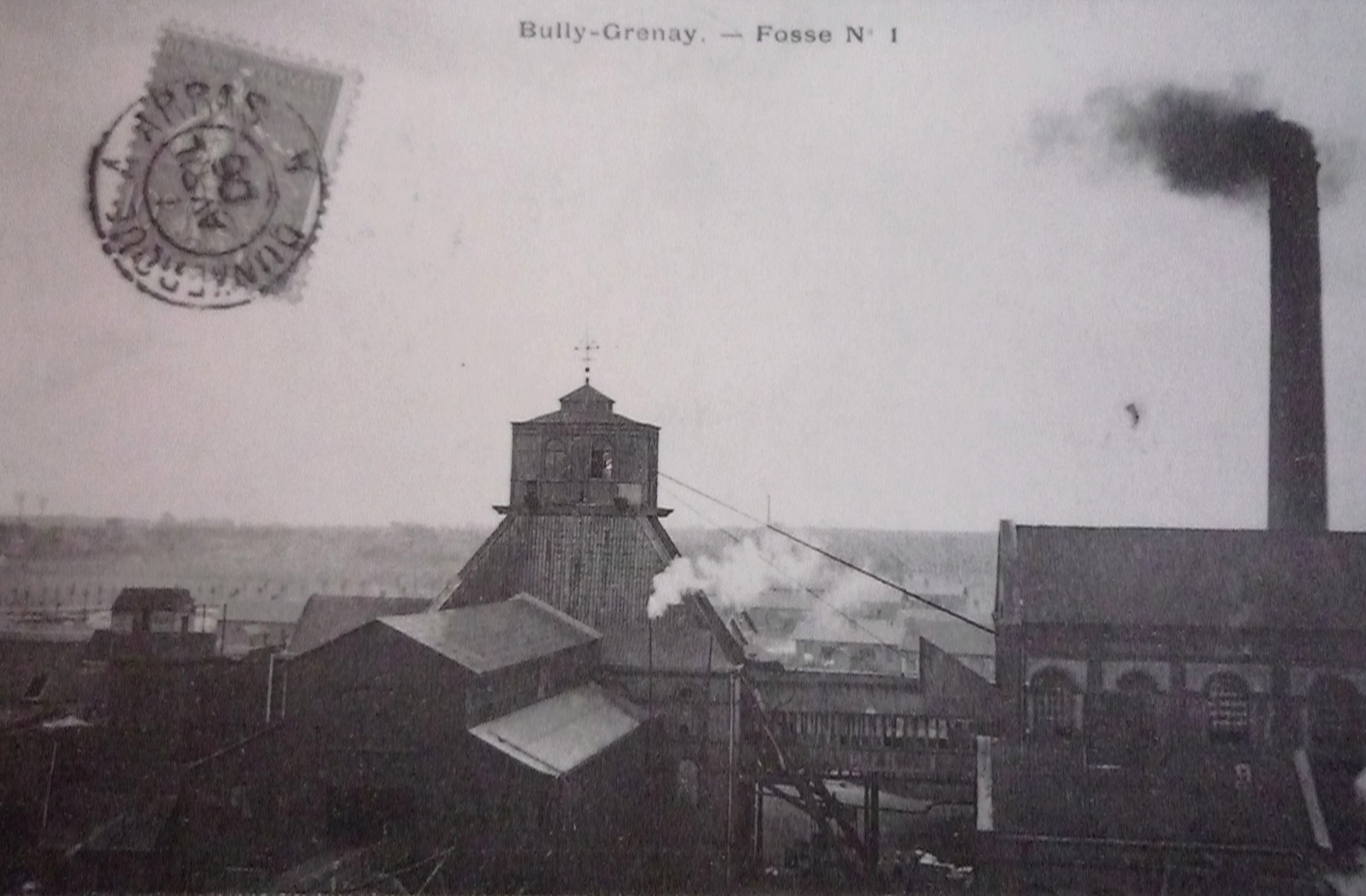
Le puits no 1.
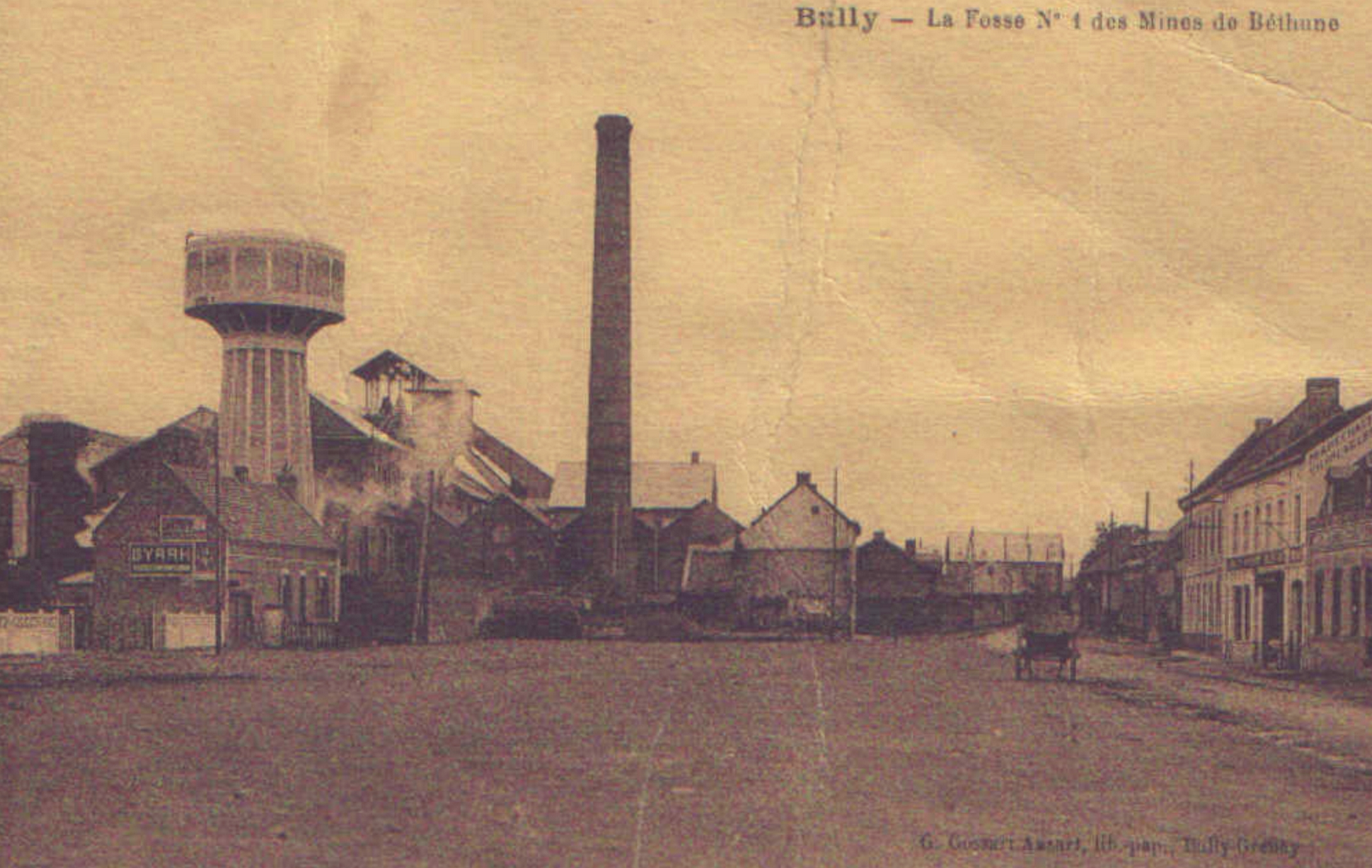
La fosse n° 1 - 1 bis - 1 ter.
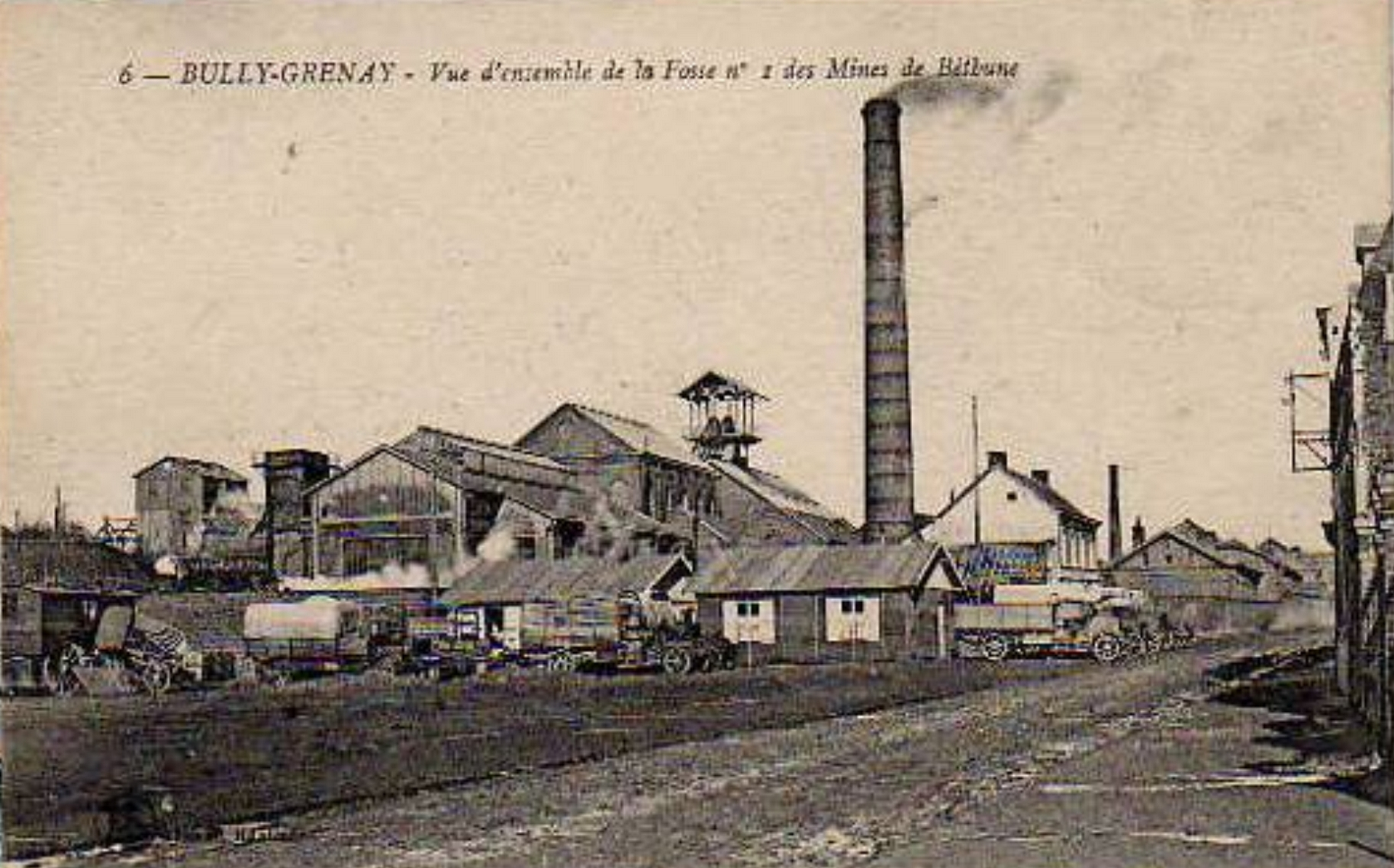
La fosse n° 1 - 1 bis - 1 ter.
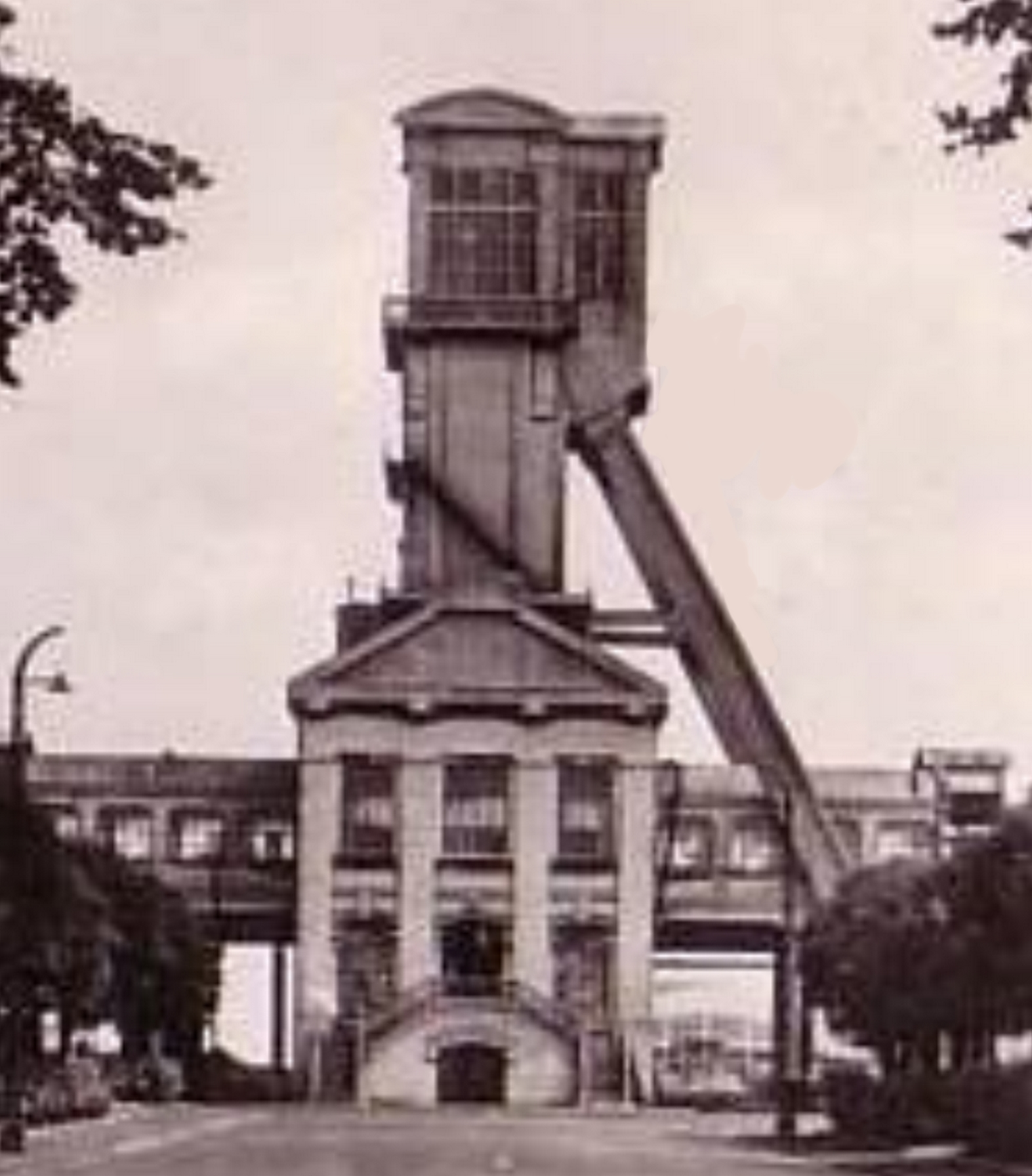
Le puits no 1 ter.
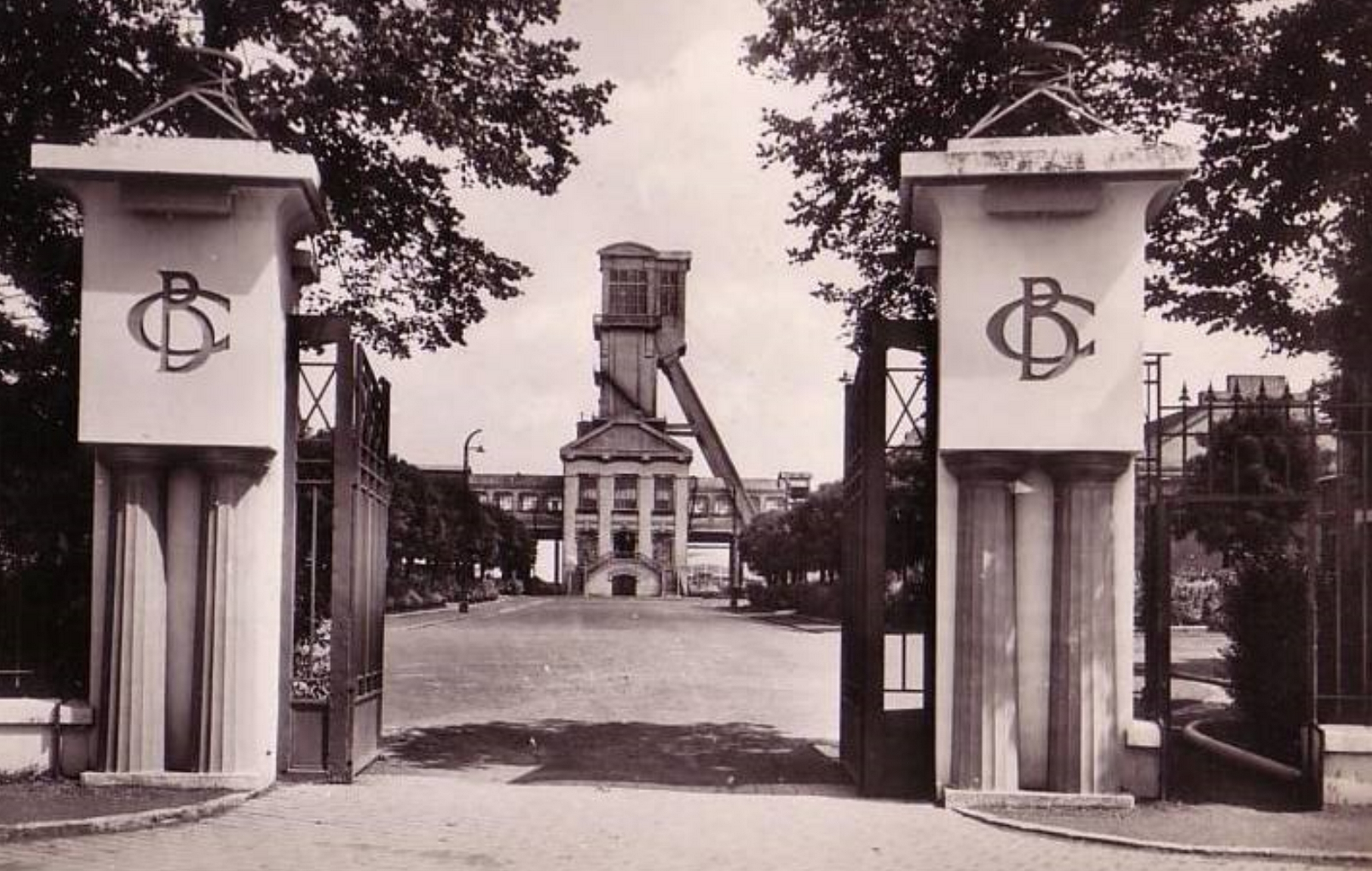
L'entrée de la fosse et le puits no 1 ter.
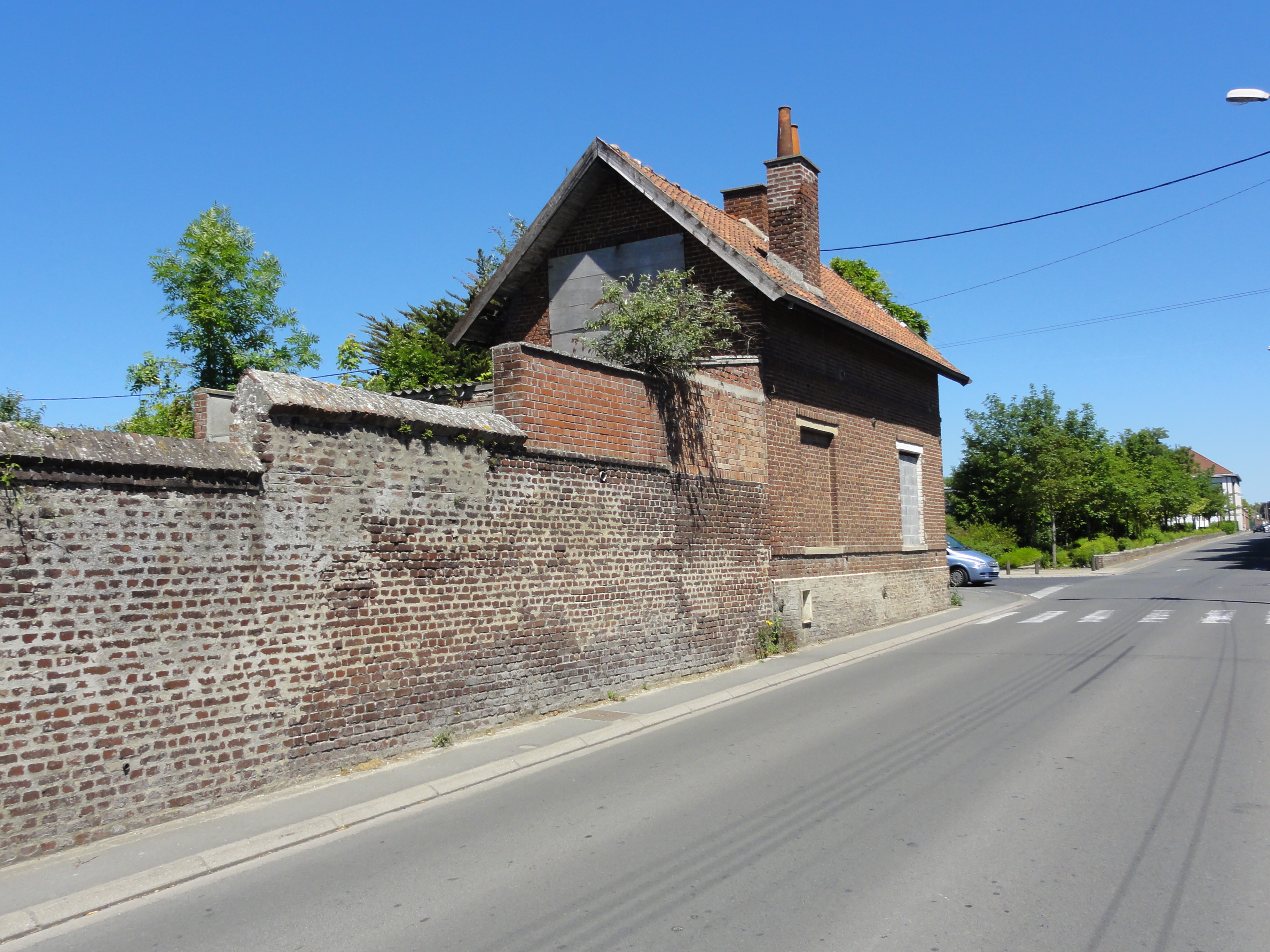
Le logement du concierge.

### Reconversion
Le carreau de fosse est reconverti en zone d'activités. Au début du XXIe siècle, Charbonnages de France matérialise les têtes des puits nos 1, 1 bis et 1 ter, et installe un exutoire de grisou sur le puits no 1 bis. Le BRGM y effectue des inspections chaque année. Le bâtiment ancien des bureaux et ateliers est détruit en 2003, à la suite du vandalisme. Un sondage de décompression S64 est effectué du 21 juillet au 5 août 2005 à 53 mètres au nord-nord-est du puits no 1. D'un diamètre de quatorze centimètres, il recoupe d'anciens travaux et est arrêté à la profondeur de 229 mètres,. Le bâtiment des bureaux et le logement du garde, sont avec quelques pans des murs d'enceinte, les seuls vestiges de la fosse.

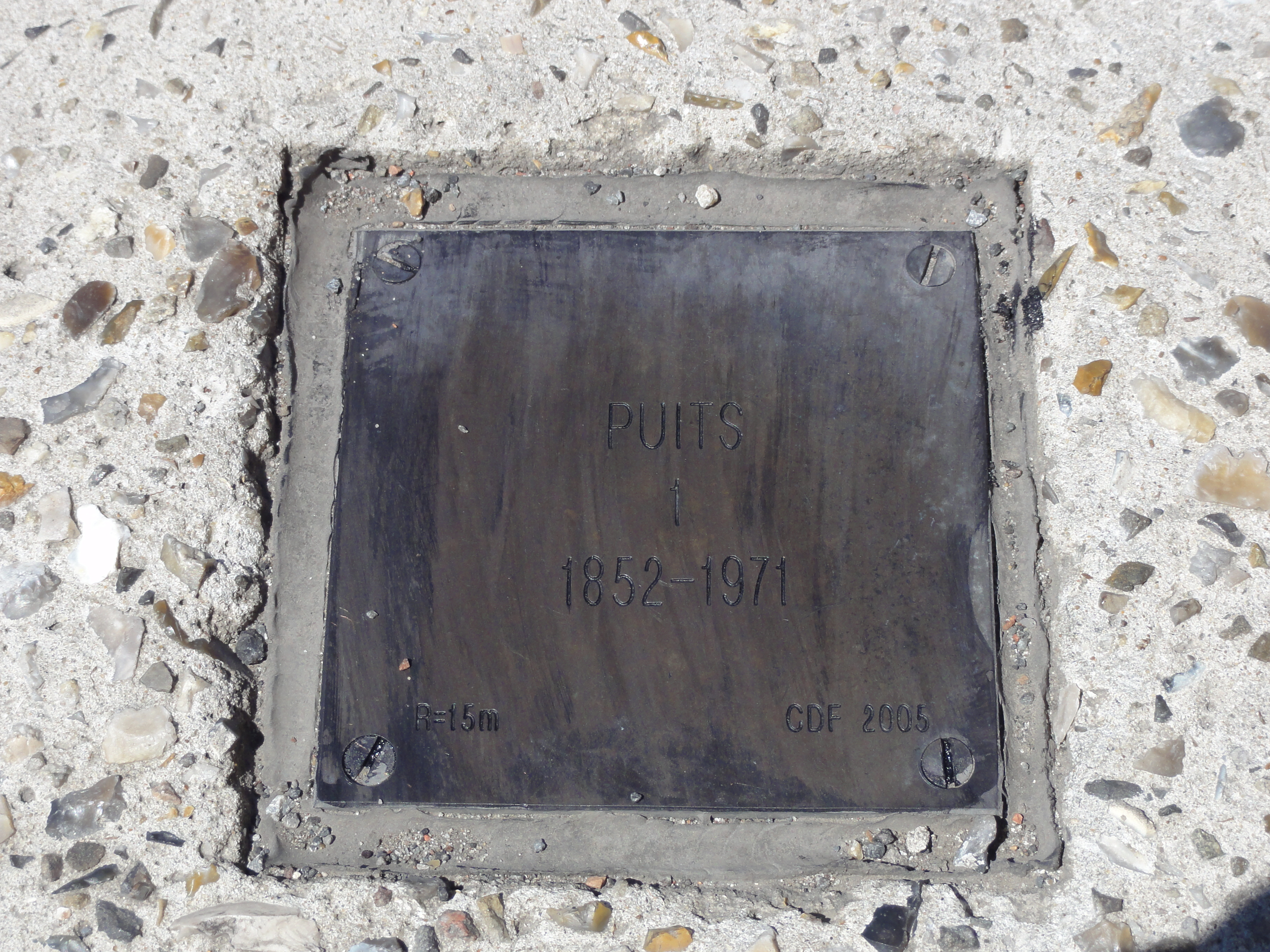
Puits no 1, 1852 - 1971.
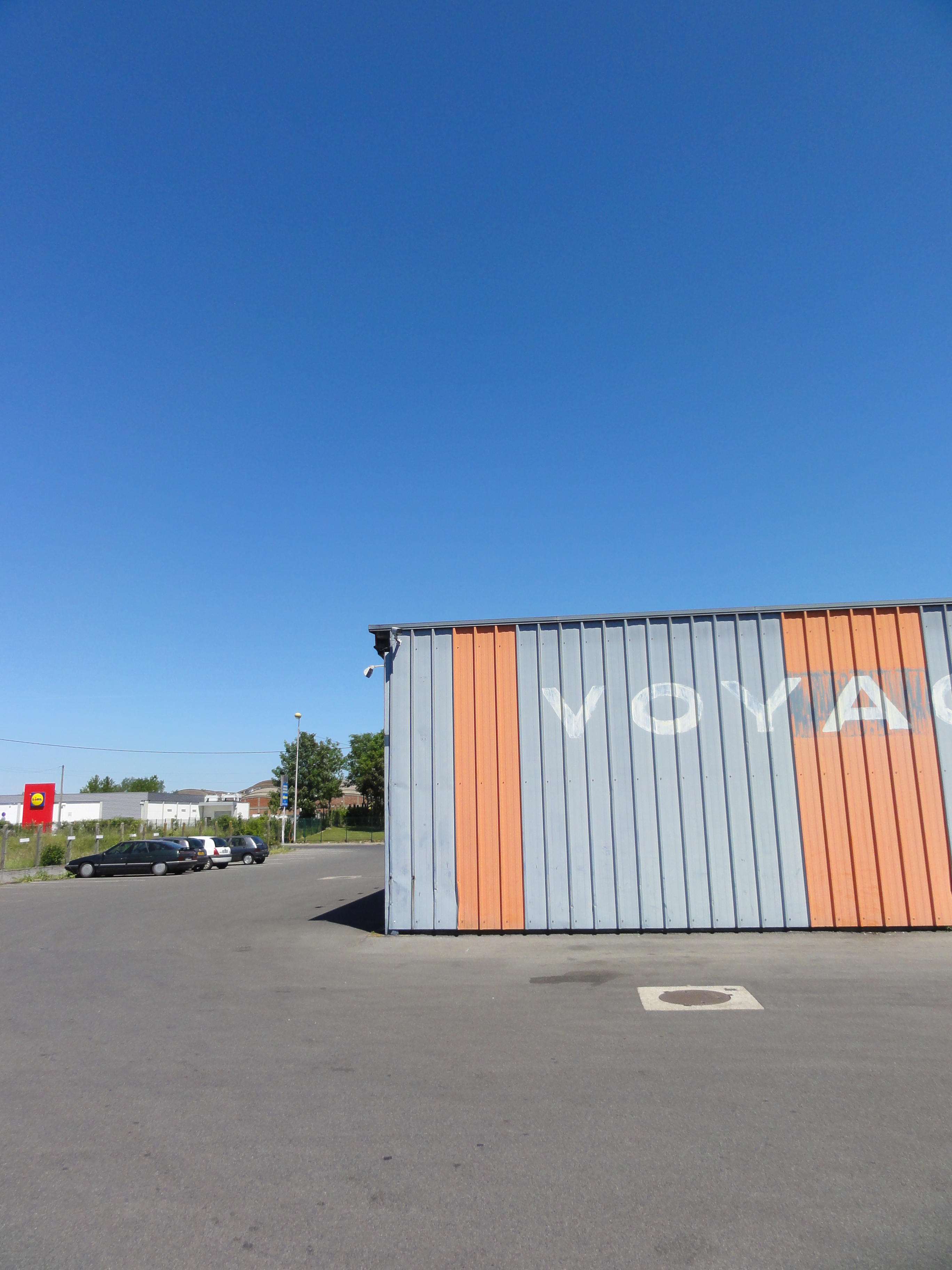
Le puits no 1 dans son environnement.
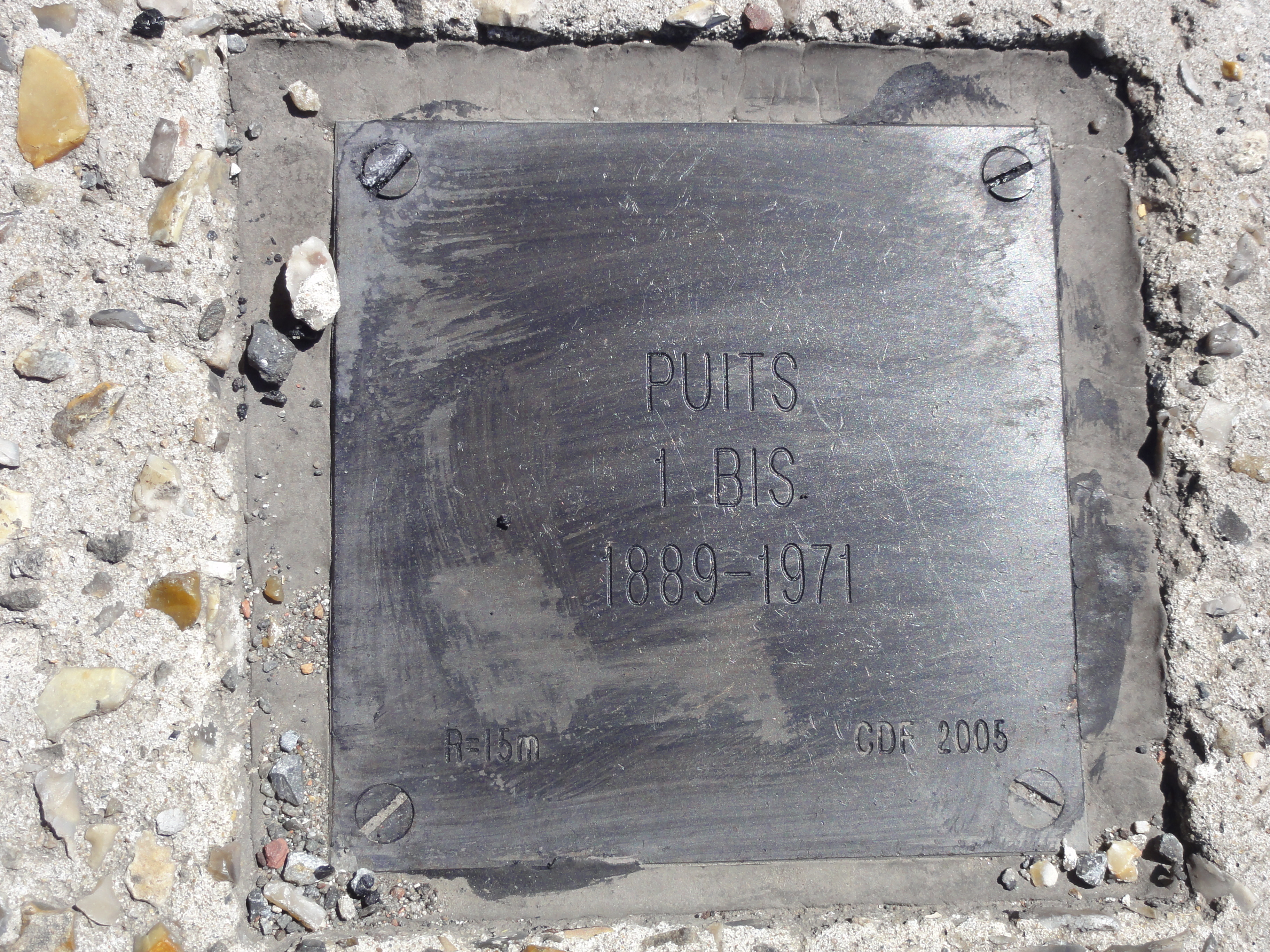
Puits no 1 bis, 1889 - 1971.
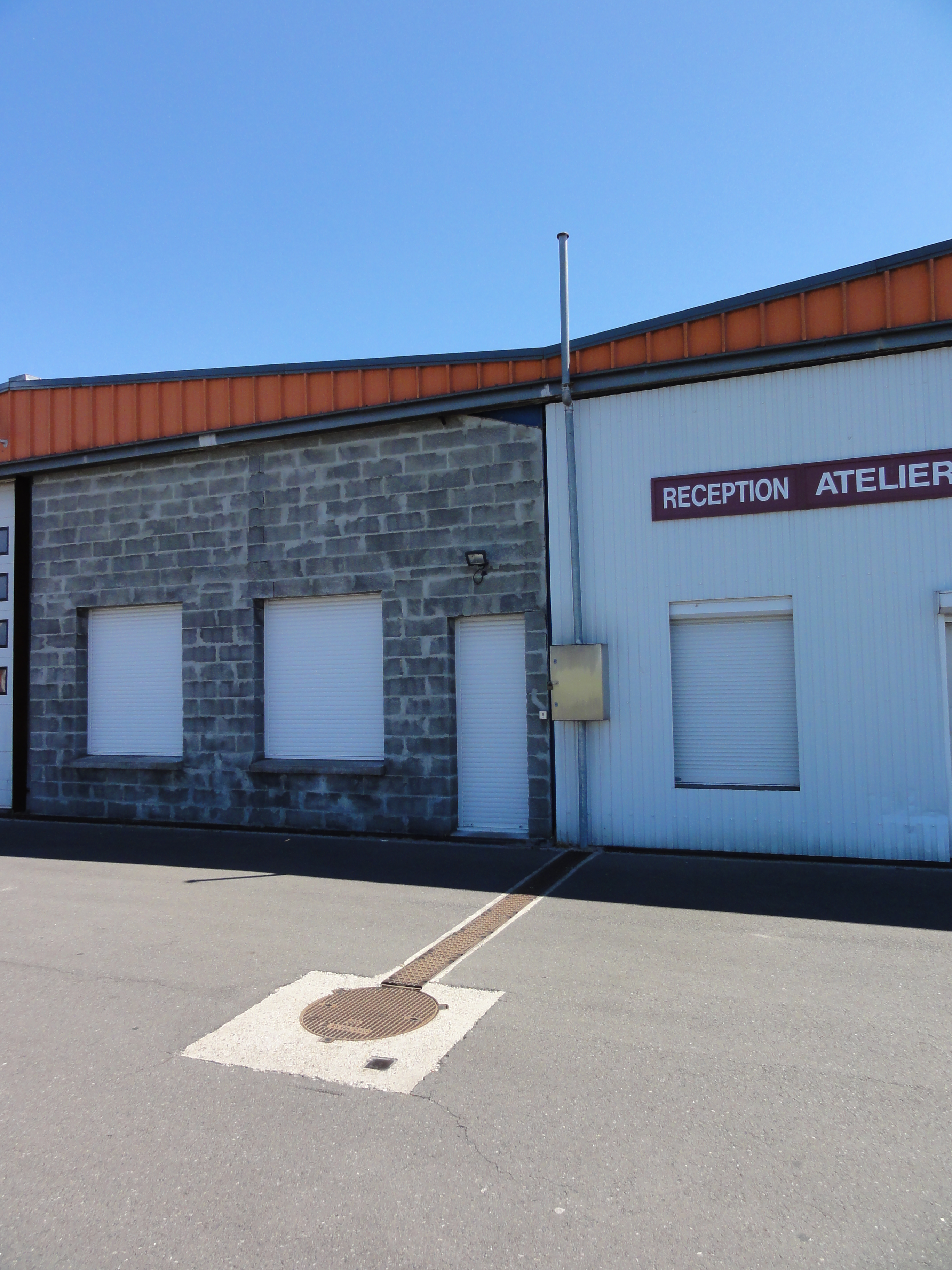
Le puits no 1 bis dans son environnement.
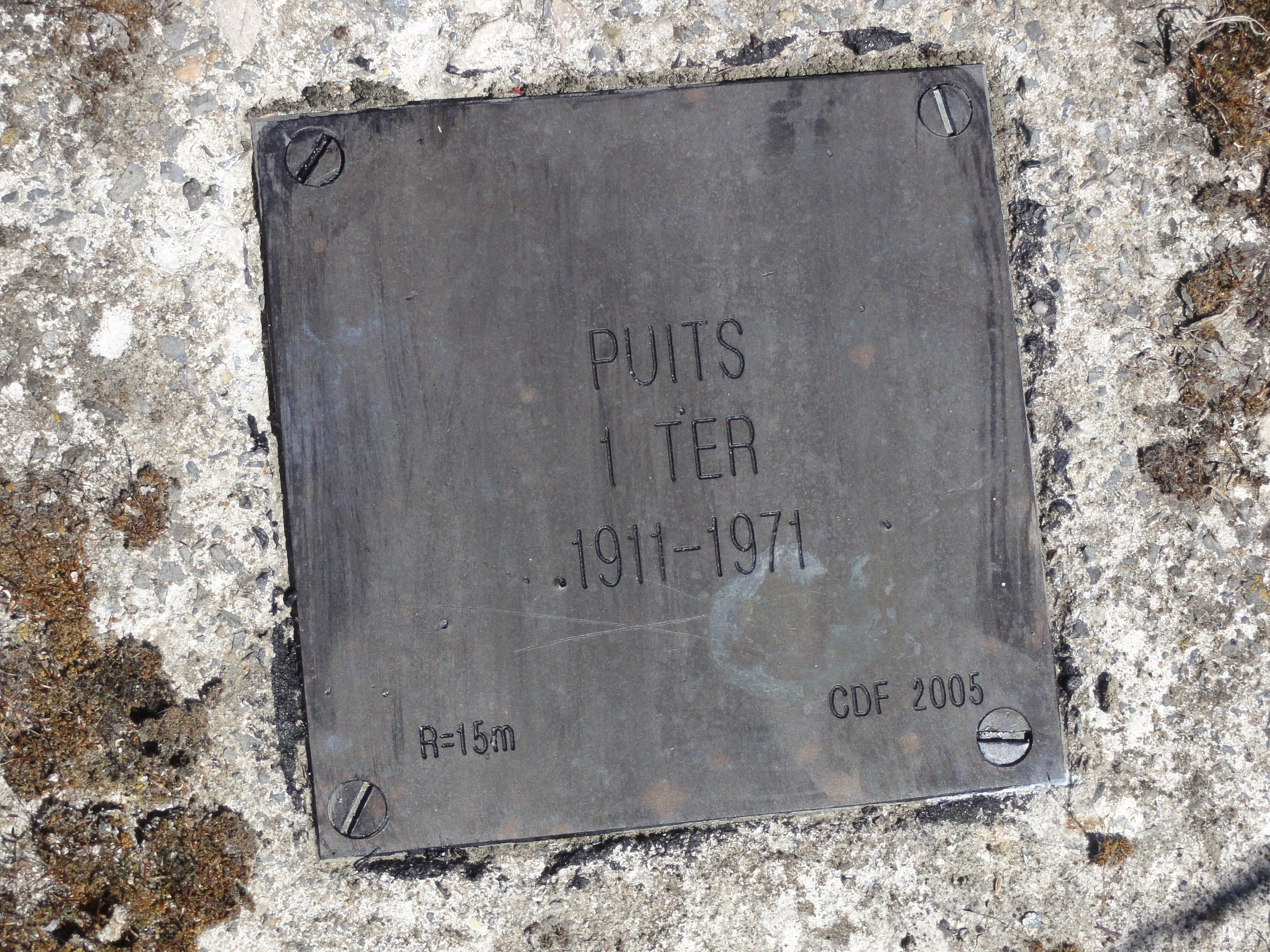
Puits no 1 ter, 1911 - 1971.
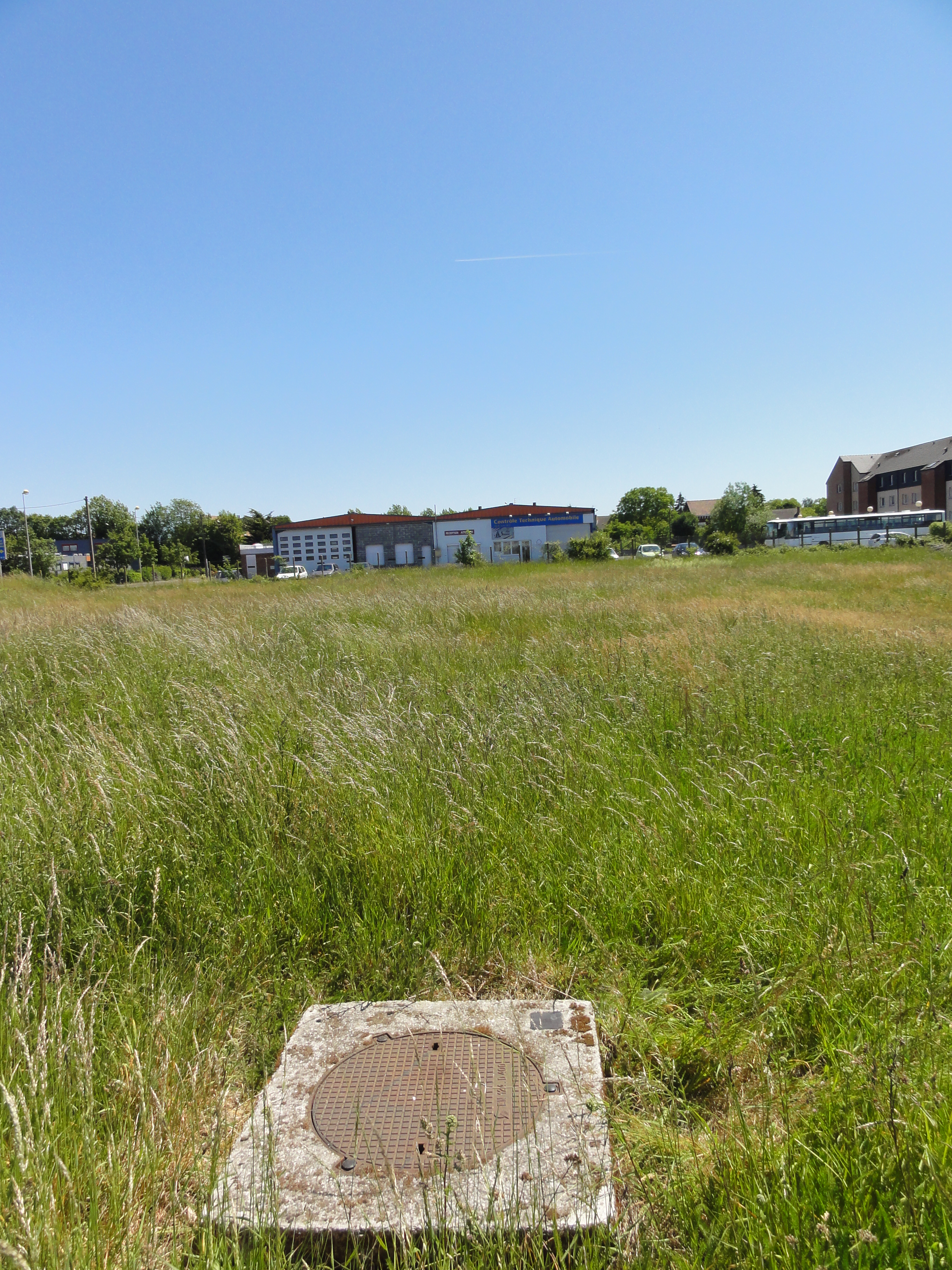
Le puits no 1 ter dans son environnement.

## Le terril

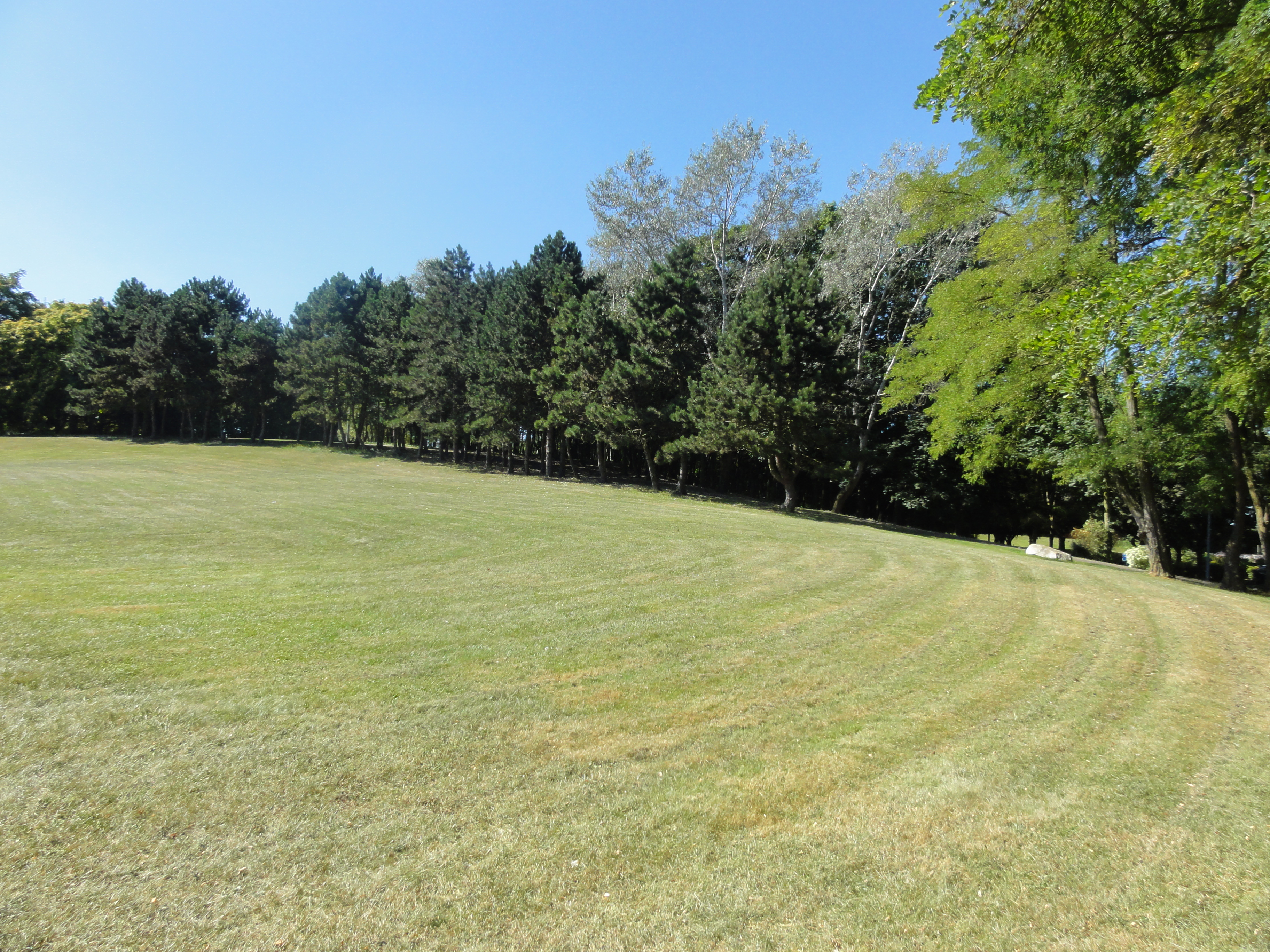
Le terril no 53.

50° 26′ 42″ N, 2° 43′ 00″ E
Le terril no 53, 1 de Béthune, situé à Bully-les-Mines, est le terril plat de la fosse no 1 - 1 bis - 1 ter des mines de Béthune. Il a été exploité,.

## Les cités
De vastes cités ont été bâties à proximité de la fosse.

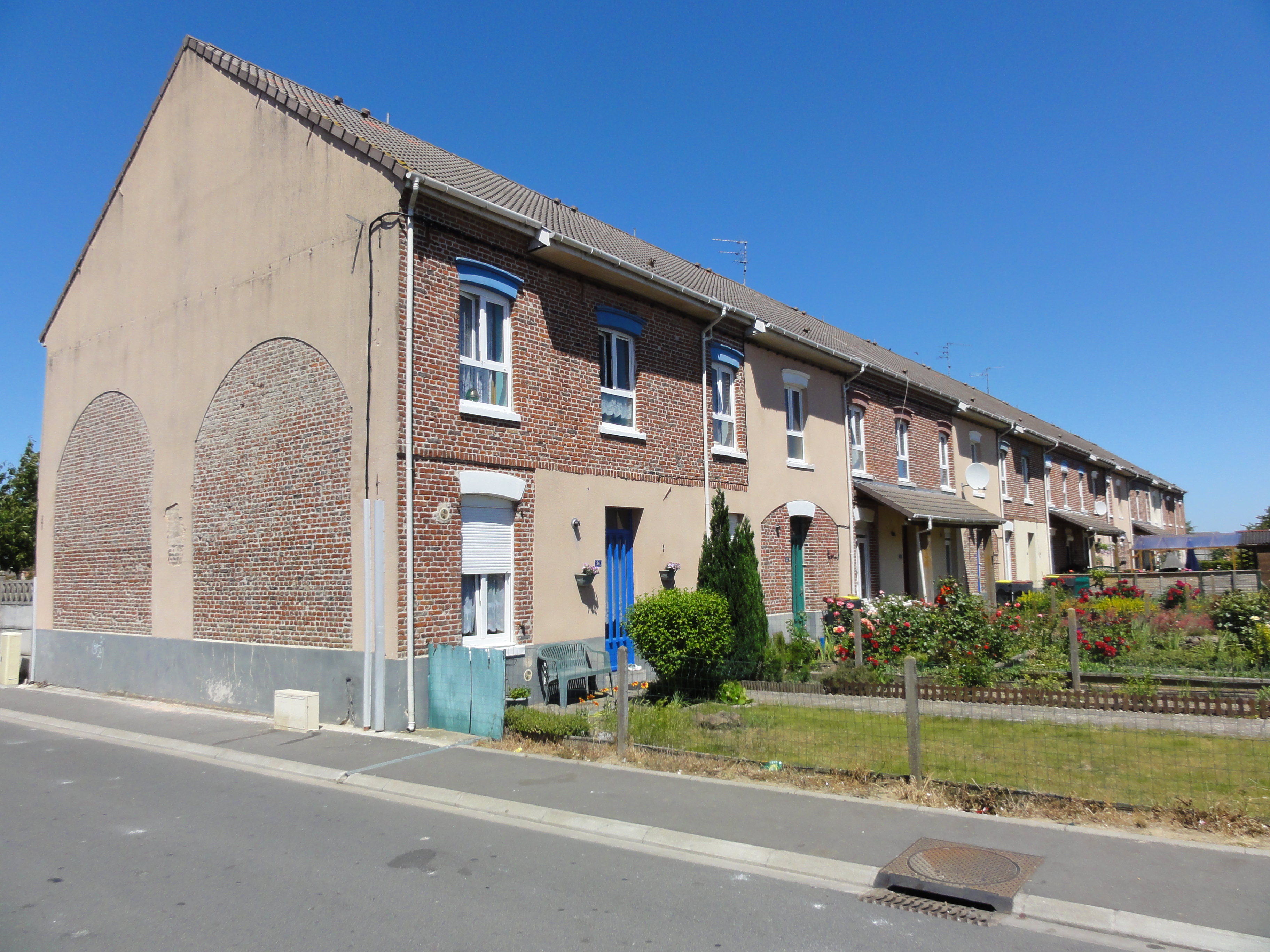
Un coron ancien.
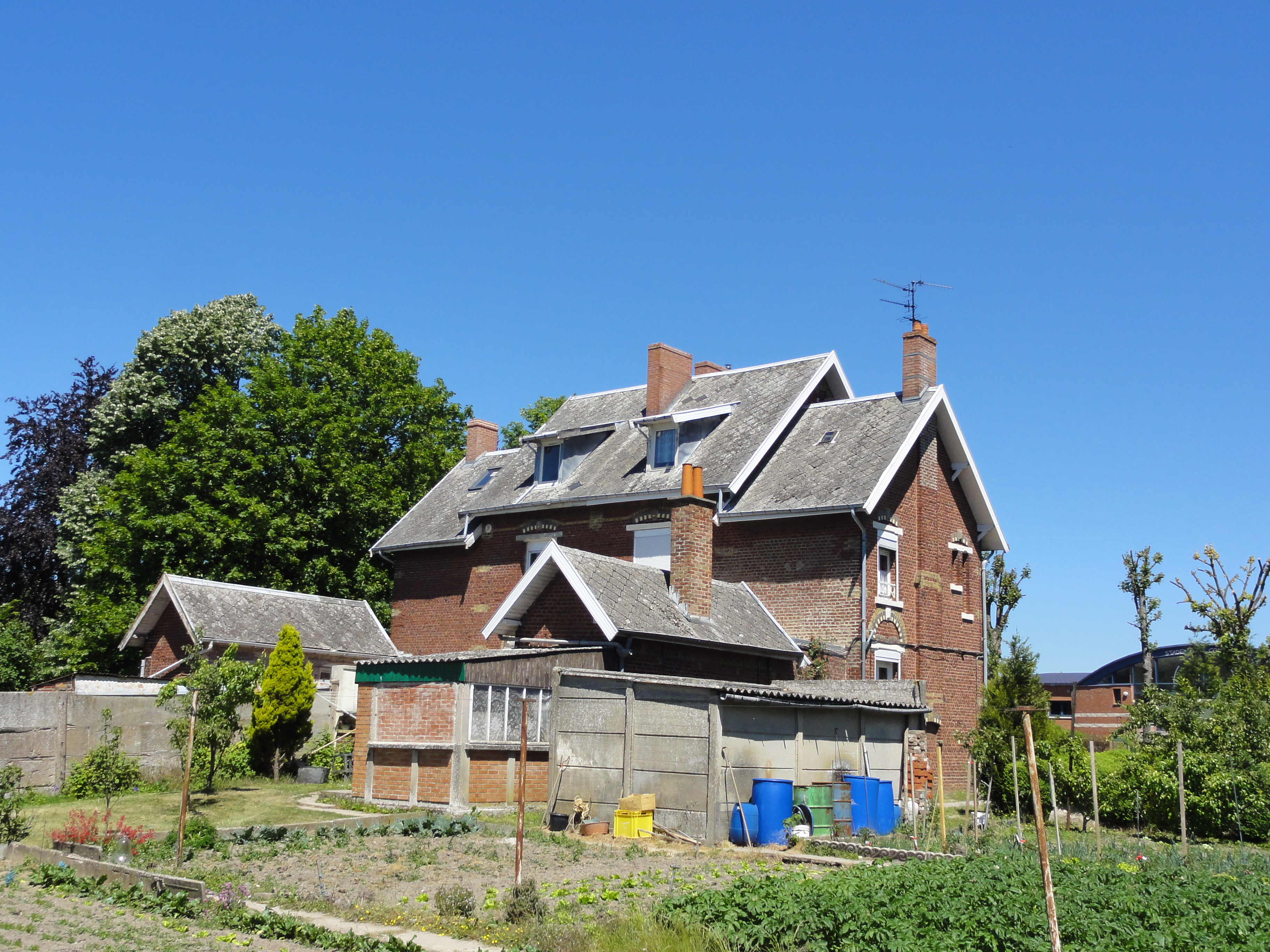
Des habitations d'ingénieurs.
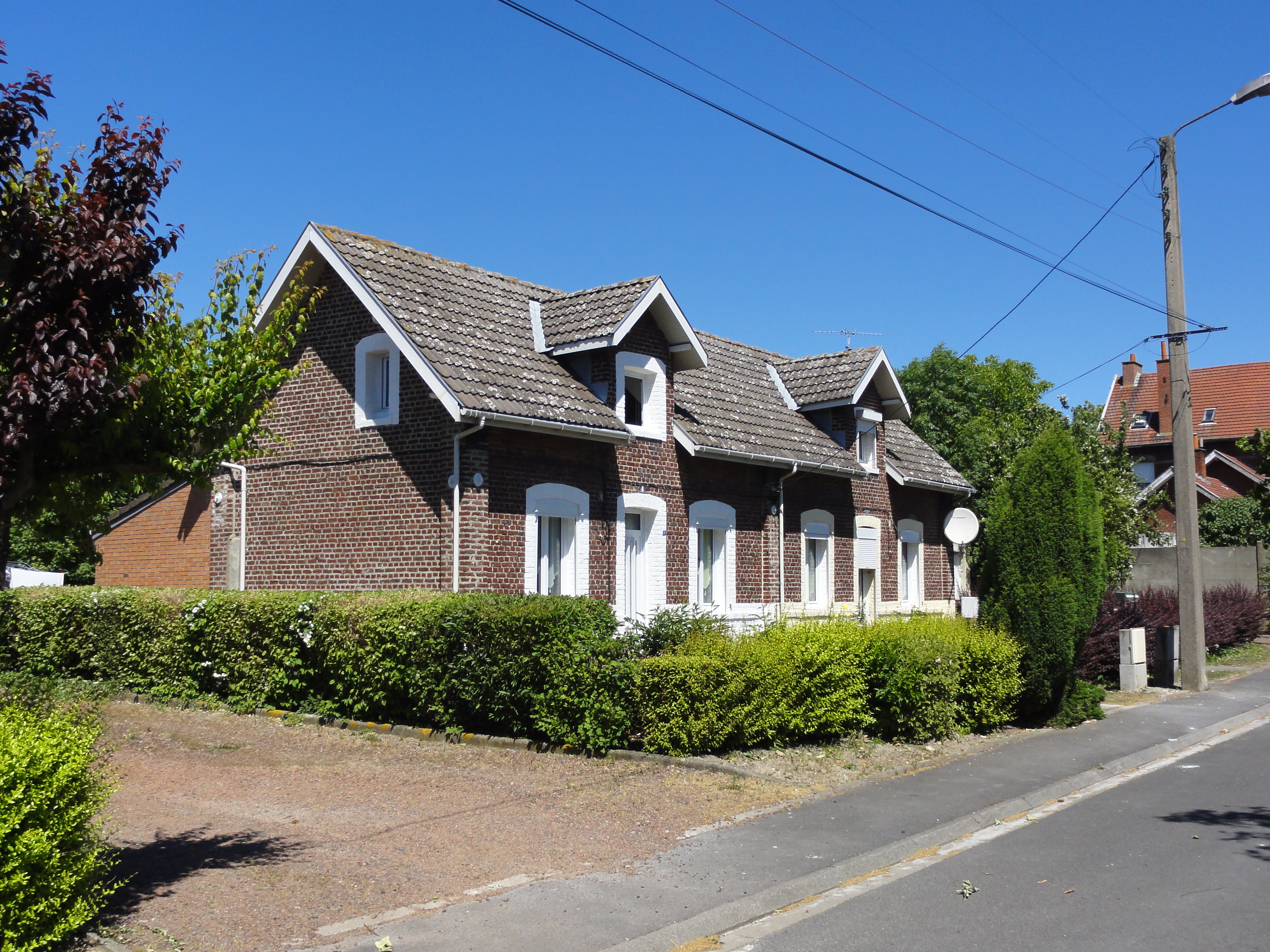
Des habitations groupées par deux.
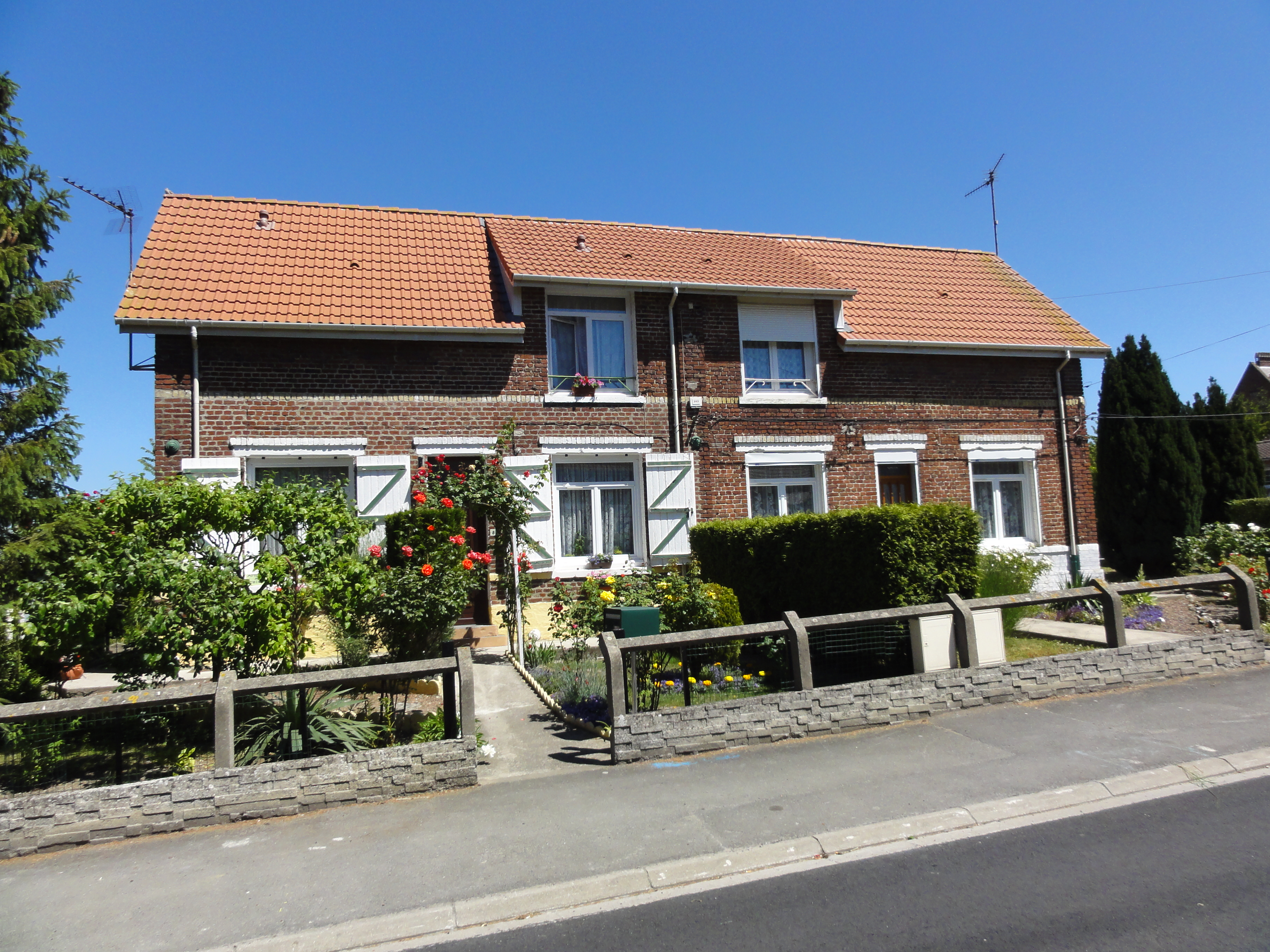
Des habitations groupées par deux.
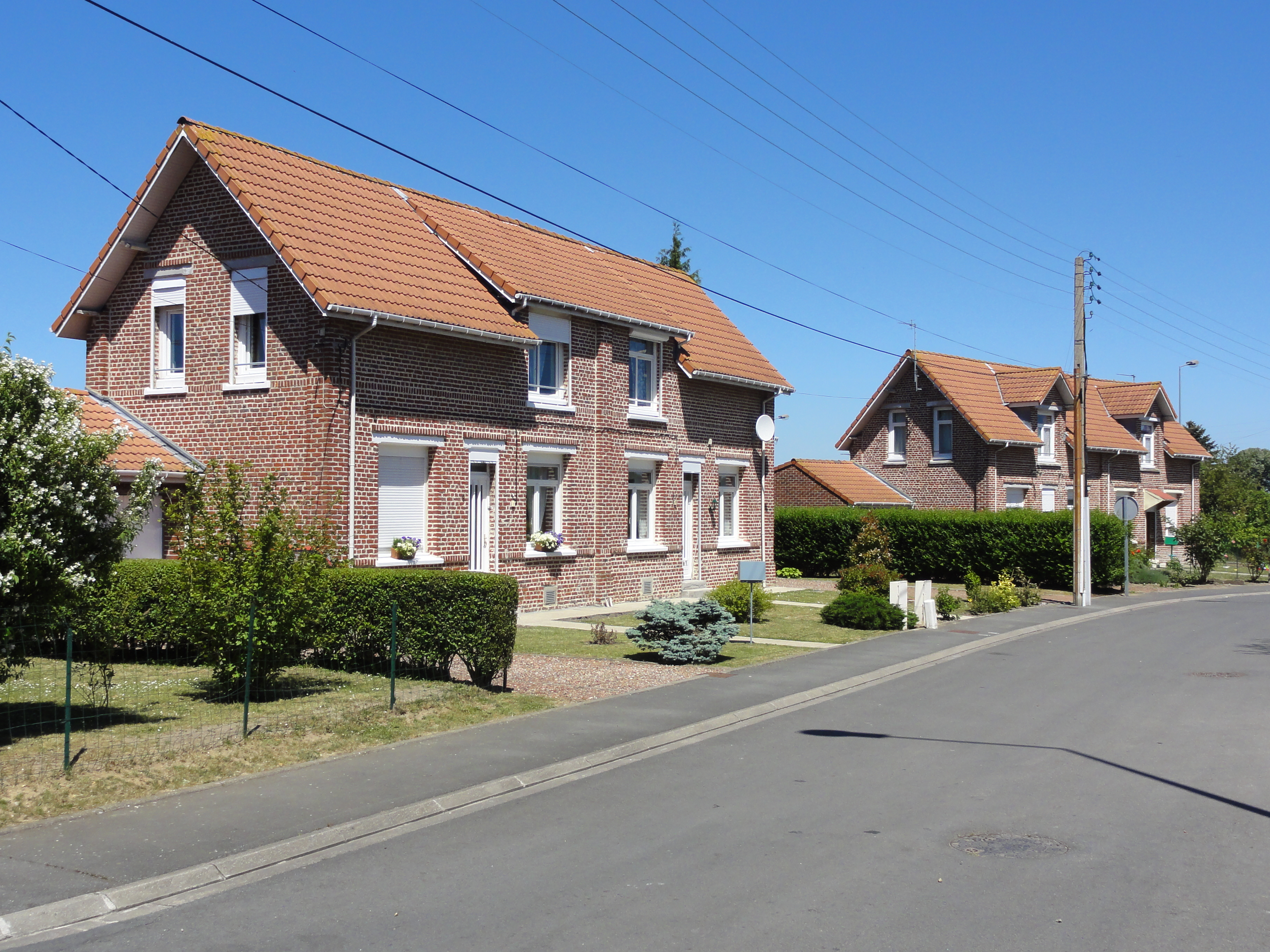
Des habitations groupées par deux.
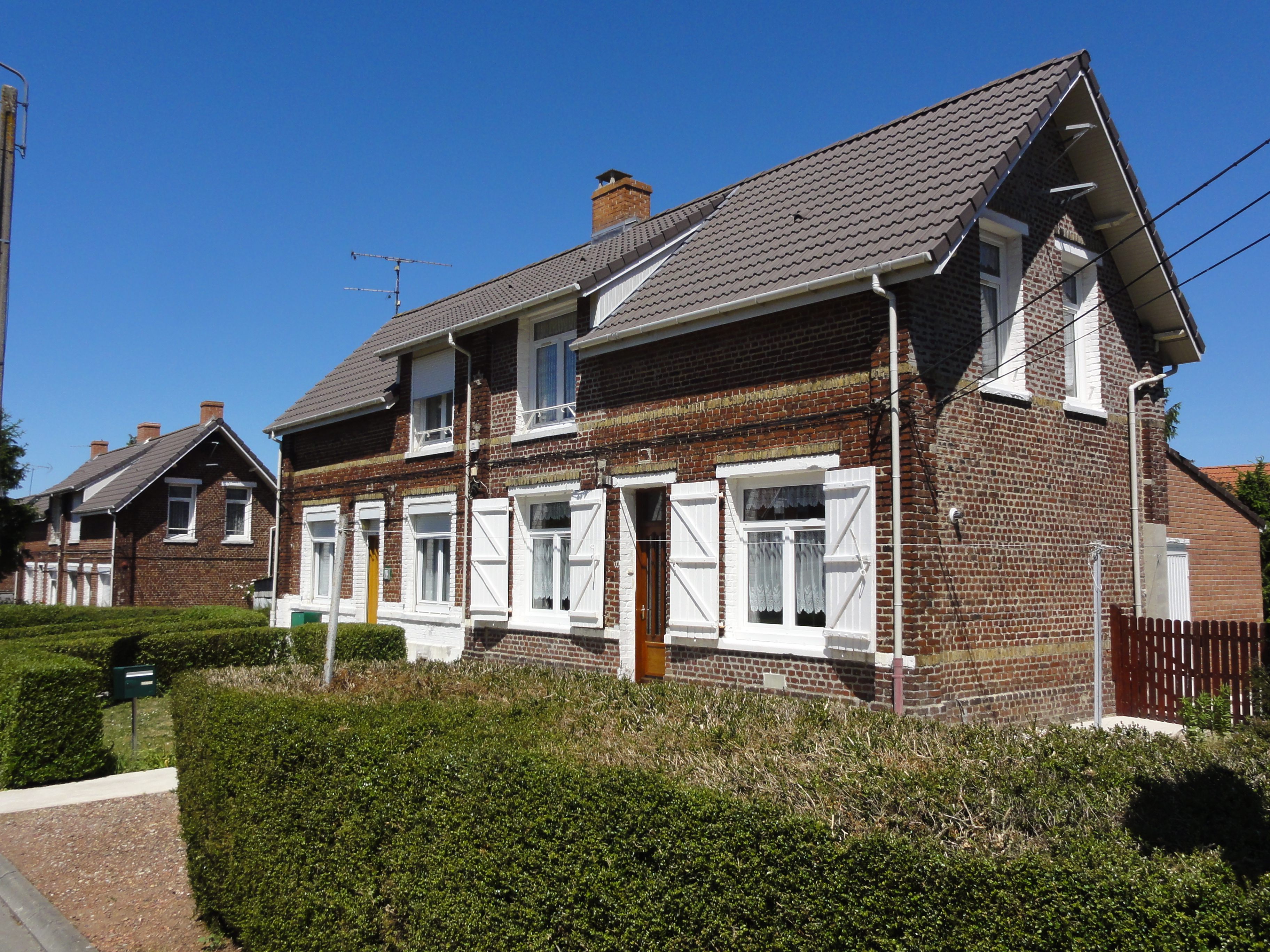
Des habitations groupées par deux.

### L'église Sainte-Barbe

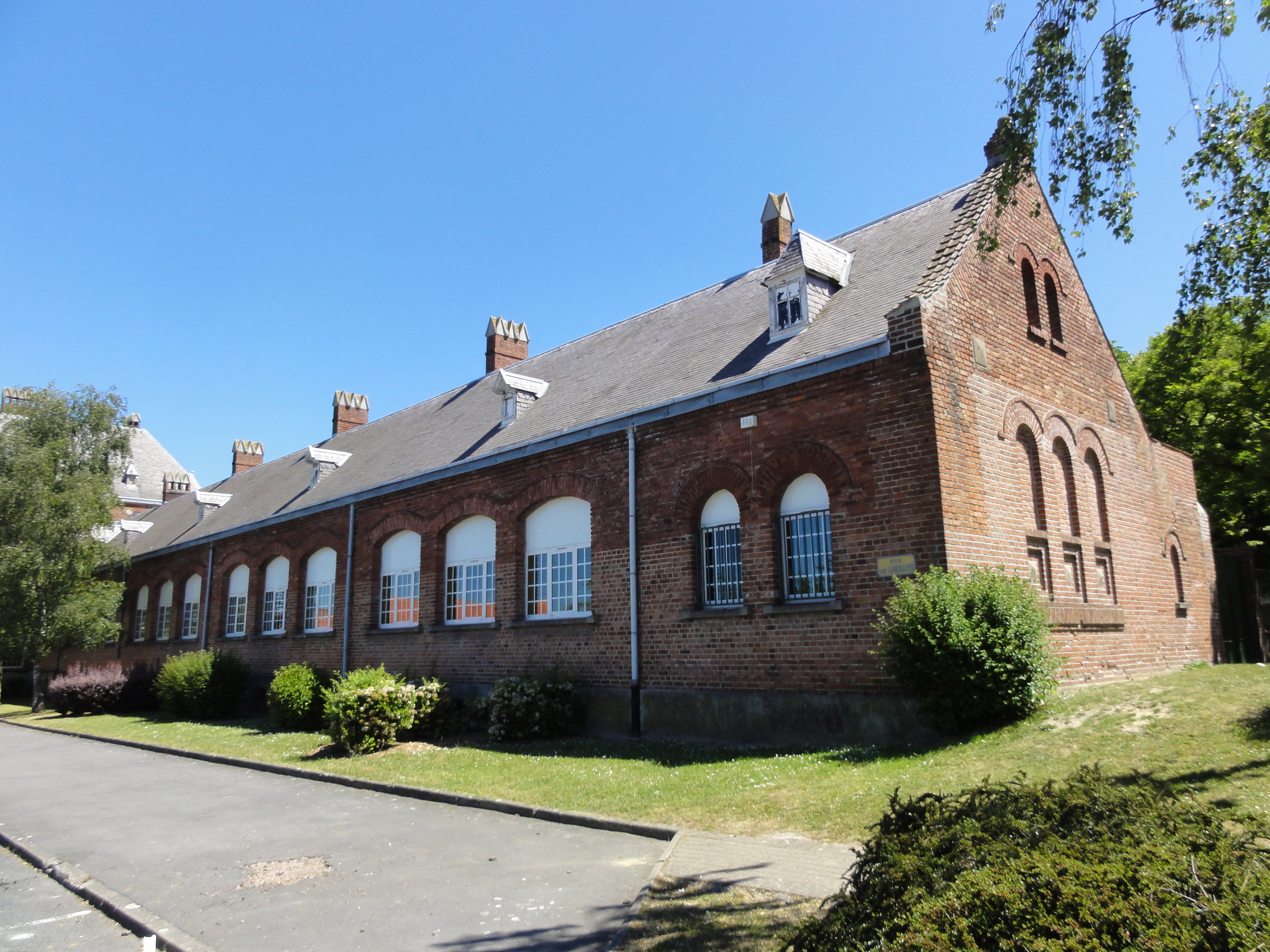
Les écoles.

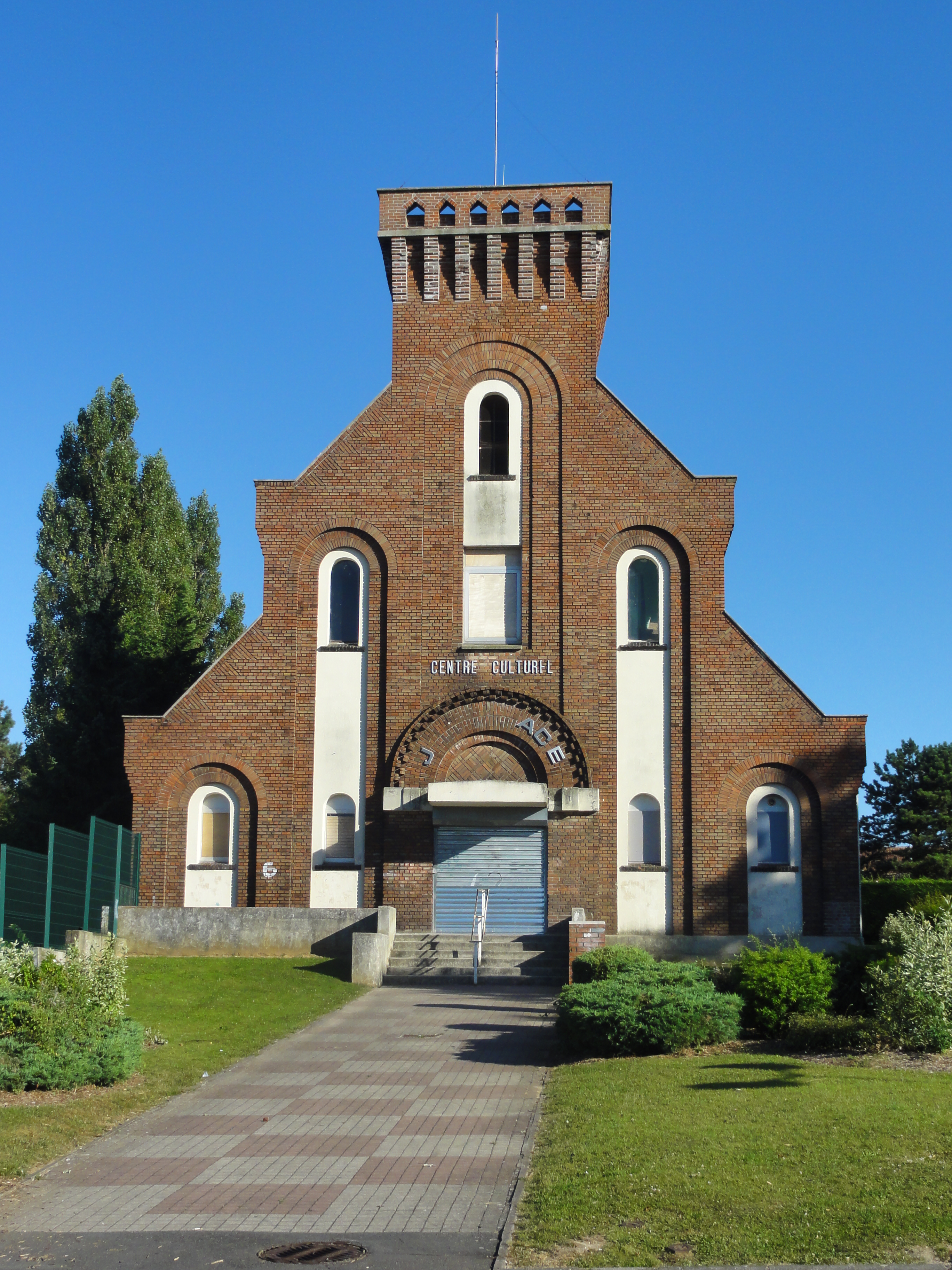
L'église.

50° 26′ 30″ N, 2° 44′ 17″ E
L'église Sainte-Barbe a été construite au cœur des cités de la fosse no  1 - 1 bis - 1 ter.

### Les écoles
50° 26′ 34″ N, 2° 44′ 14″ E
Des écoles ont été construites à proximité de l'église.